# Warburgiella cupressinoides
Warburgiella cupressinoides är en bladmossart som beskrevs av C. Müller och Brotherus 1900. Warburgiella cupressinoides ingår i släktet Warburgiella och familjen Sematophyllaceae. Inga underarter finns listade i Catalogue of Life.